# Gerhard Pietsch
Gerhard „Max“ Pietsch (* 1939; † November 2013) war ein deutscher Sportjournalist.

## Leben
Pietsch war in den frühen 1960er Jahren Volontär beim Sport-Informations-Dienst (SID) in Düsseldorf sowie anschließend SID-Redakteur. 1964 wechselte er zum Axel-Springer-Verlag. Bei der Bild war er als Redakteur beschäftigt, stieg zum Sportchef der Zeitung auf und gehörte neun Jahre der Chefredaktion an. 1989 wurde Pietsch Chefredakteur der Sport Bild, diese Stelle gab er Ende August 1998 aus gesundheitlichen Gründen auf. Später erschienen Beiträge von Pietsch unter anderem in der Zeitung Die Welt.